# پونته نله آلپی
پونته نله آلپی (به ایتالیایی: Ponte nelle Alpi) یک کومونه در ایتالیا است که در استان بلونو واقع شده‌است. پونته نله آلپی ۵۸٫۰ کیلومتر مربع مساحت و ۸٬۵۰۰ نفر جمعیت دارد و ۳۹۷ متر بالاتر از سطح دریا واقع شده‌است.